# Моргрунд
Моргрунд (њем. Moorgrund) општина је у њемачкој савезној држави Тирингија. Једно је од 61 општинског средишта округа Вартбург. Према процјени из 2010. у општини је живјело 3.531 становника. Посједује регионалну шифру (AGS) 16063094.

## Географски и демографски подаци
Моргрунд се налази у савезној држави Тирингија у округу Вартбург. Општина се налази на надморској висини од 275 метара. Површина општине износи 53,4 km². У самом мјесту је, према процјени из 2010. године, живјело 3.531 становника. Просјечна густина становништва износи 66 становника/km².

## Међународна сарадња
| Мјесто       | Држава   | Врста сарадње | Од    |
| ------------ | -------- | ------------- | ----- |
| Исхој        | Данска   | партнерство   | 2000. |
| Мезекеведешд | Мађарска | партнерство   | 2000. |
| Стракоњице   | Чешка    | партнерство   | 2000. |
| Извор        |          |               |       |